# Diecezja Saint George’s na Grenadzie
Diecezja Saint George’s na Grenadzie (łac.: Dioecesis Sancti Georgii, ang.: Diocese of Saint George’s in Grenada) – katolicka diecezja karaibska położona w południowej części tego amerykańskiego terytorium. Obejmuje swoim zasięgiem: Grenady. Siedziba biskupa znajduje się w katedrze Niepokalanego Poczęcia NMP w Saint George’s.

## Historia
Diecezja Saint George’s na Grenadzie została utworzona 20 lutego 1956 r. z wydzielenia Grenady z archidiecezji Port of Spain, którego dokonał papież Pius XII. Została ona podporządkowana metropolii Castries.

## Biskupi
- Biskup ordynariusz: Clyde Harvey

## Główne świątynie
- Katedra Niepokalanego Poczęcia NMP w Saint George’s.